# Terulia tergipictus
Terulia tergipictus är en insektsart som beskrevs av Jacobi 1905. Terulia tergipictus ingår i släktet Terulia och familjen dvärgstritar. Inga underarter finns listade i Catalogue of Life.